# Орт (виконтство)
Виконтство Орт (фр. Vicomté d’Orthe) — феодальное владение в Гаскони, выделившееся из виконтства Дакс между 1030 и 1040 годами. Первоначально состояло из 14 церковных приходов, расположенных вокруг замка Апремон (Aspremont) (к югу от Дакса).

## Список викотов
Начиная с Ришара Гарсии, носили фамильное имя д’Апремон по названию сеньории, которую тот унаследовал после смерти отца.
- 1030—1061 Гарсия Арно по прозвищу Токелис (Toquelis) (ок. 1010—1061), второй сын виконта Дакса Арно Лупа II.
- 1061—1072 Луп Гарсия I (ок.1028-1088), сын;
- 1072—1105 Санш Луп по прозвищу Моносерос (Monoceros) (ок. 1050—1105), сын;
- 1105—1120 Гильом Санш по прозвищу Мальфара (Malfara) (ок. 1080—1120), сын, не оставил наследников;
- 1120—1147 Раймон Санш Благочестивый (le Pieux) (ок.1085-1147), младший сын Санша Лупа;
- 1147—1151 Арно Раймон I (ок. 1118—1151), сын, не оставил наследников;
- 1151—1177 Гильом Раймон Тяжёлая шпага (Lourde épée) (ок. 1121—1180), младший брат;
- 1177—1212 Луп Гарсия II (ок. 1155 −1212), второй сын;
- 1212—1221 Арно Раймон I (ок.1180 −1221), сын;
- 1221—1237 Арно Раймон II Крестоносец (le Croisé) (ок.1195-1244), постригся в монахи;
- 1237—1243 Ришар Гарсия д’Апремон (ок. 1190—1243), сын Лупа Гарсии II;
- 1243—1244 Луп Раймон (ок.1197 −1244), сын;
- 1244—1254 Омю де Коньяк в качестве регента при своих несовершеннолетних племянниках;
- 1254—1295 Раймон Луп III (ок. 1238—1295), старший сын Лупа Раймона, не оставил потомства;
- 1295—1300 Арно Луп (ок. 1240 −1300), брат;
- 1300—1322 Раймон-Арно II (ок. 1270 −1322), младший сын, его дочь Беатрикс вышла замуж за Пьера Арно д’Орта, сеньора д’Арро, их брак был бездетным;
- 1322—1348 Арно Раймон IV (ок.1290 −1348), племянник Пьера Арно д’Орта, сеньора д’Арро;
- 1348—1363 Арно Раймон V (1328—1363), племянник;
- 1363—1409 Жан I д’Апремон (1357—1409), сын;
- 1409—1451 Луи I (1403—1451), сын;
- 1451—1474 Луи II Арно (ок. 1435 −1474), сын;
- 1474—1532 Пьер (ок. 1465 −1532), сын;
- 1532—1578 Адриан д’Апремон (1510—1578), сын. Губернатор Байонны (1552—1574);
- 1578—1618 Жан Сезар (Жан II д’Апремон) (ок. 1560—1618), сын;
- 1618—1658 Антуан I (1595—1670), сын;
- 1658—1704 Жан III (ок. 1634 −1704), сын;
- 1704—1724 Жанна Эме (Маргарита д’Апремон) (1655—1724), дочь;
- 1724—1726 Гратиан Доменик д’Апремон, муж;
- 1726—1759 Антуан II (1685—1759), сын;
- 1759—1772 Антуан III Анри Мельхиор (1723—1772), сын;
- 1772—1793 Люса Антуанетта д’Апремон (1740—1798), дочь.